# Filip De Wilde
Filip Alfons De Wilde (ur. 5 lipca 1964 w Zele) – belgijski piłkarz występujący na pozycji bramkarza.

## Kariera klubowa
Zawodową karierę rozpoczynał w 1981 roku w KSK Beveren. Miejsce w podstawowej jedenastce tego zespołu wywalczył sobie w sezonie 1982/1983, kiedy to wystąpił w każdym z 34 ligowych pojedynków. W kolejnych rozgrywkach wraz z drużyną De Wilde wywalczył mistrzostwo kraju. Łącznie dla Beveren w trakcie sześciu sezonów rozegrał 176 spotkań, po czym przeniósł się do jednego z najbardziej utytułowanych klubów w kraju - Anderlechtu. Razem z „Fiołkami” cztery razy sięgnął po tytuł mistrza Belgii, trzy razy zdobył puchar oraz dwa razy superpuchar kraju. W 1994 roku w corocznym plebiscycie został nawet wybrany najlepszym bramkarzem roku w kraju. Razem dla brukselskiego zespołu przez dziewięć lat gry Filip wystąpił w 245 meczach. Latem 1996 roku Belg podpisał kontrakt ze Sportingiem, z którym zdobył wicemistrzostwo Portugalii. W trakcie sezonu 1997/1998 De Wilde powrócił do Anderlechtu, gdzie rywalizował o miejsce w składzie z Geertem De Vliegerem i Zvonko Milojeviciem. W 2000 roku wychowanek Beveren po raz drugi w karierze został wybrany belgijskim golkiperem roku. Miejsce w pierwszym składzie Anderlechtu stracił w sezonie 2002/2003, kiedy to do belgijskiego klubu przeszedł Daniel Zítka. De Wilde odszedł do Sturmu Graz, by w zimowym okienku transferowym powrócić do swojej macierzystej drużyny - KSK Beveren. W trakcie sezonu 2004/2005 Belg podpisał kontrakt z trzecioligowym Verbroedering Geel, a następnie zakończył piłkarską karierę.

## Kariera reprezentacyjna
W reprezentacji Belgii De Wilde zadebiutował 23 sierpnia 1989 w wygranym 3:0 meczu z Danią. Następnie wystąpił na Mistrzostwach Świata 1990, na których Belgowie przegrali w 1/8 finału z Anglikami 1:0. W 1994 roku Filip ponownie znalazł się w kadrze drużyny narodowej na mistrzostwa świata. Podobnie jak na poprzednim mundialu pełnił na nich rolę zmiennika dla Michela Preud’homme i na murawie nie pojawił się w żadnym ze spotkań. Później Georges Leekens powołał De Wilde na Mistrzostwa Świata 1998. Na turnieju tym Belgowie nie zdołali wyjść z grupy, a Filip wystąpił w dwóch pierwszych pojedynkach. W 2000 roku belgijski piłkarz wziął udział w mistrzostwach Europy, na których „Czerwone Diabły” po raz kolejny zostały wyeliminowane już w pierwszej fazie turnieju. De Wilde dla drużyny narodowej zaliczył łącznie 33 występy.

## Inne
19 czerwca 2000 w spotkaniu Euro 2000 z Turcją, Filipa De Wilde (usuniętego za czerwoną kartkę) zastąpił w bramce nominalny obrońca Eric Deflandre.